# メバスタチン
メバスタチン（Mevastatin、別名：コンパクチン（Compactin）、ML-236B）は、スタチンに分類される脂質降下薬の一つである。
メバスタチンは1970年代に遠藤章によってアオカビの一種Penicillium citrinum から単離された。遠藤はメバスタチンがHMG-CoA還元酵素阻害薬、すなわちスタチンであることを同定した。メバスタチンは最初のスタチン薬と考えられている。メバスタチンの臨床試験は1970年代末に日本で行われたが、市販はされなかった。一般に利用可能になった初のスタチン薬はロバスタチン（Lovastatin）である。
In vitroにおいて、メバスタチンは抗増殖作用を示す。
イギリスの研究グループは同じ化合物をPenicillium brevicompactum から単離し、コンパクチンと命名し、1976年に彼らの結果を発表した。このイギリスのグループは抗菌作用について言及しているが、HMG-CoA還元酵素阻害については言及していない。
高用量ではメラノーマ細胞の増殖を阻害する。